# Clément Mondinat
Pas d'image ? Cliquez ici

a Compétitions nationales et continentales officielles uniquement.

b Matchs officiels uniquement.
Dernière mise à jour le 13 août 2025.
Clément Mondinat, né le 29 octobre 2003, est un joueur français de rugby à XV jouant au poste de demi d'ouverture au sein de la Section paloise.
Il remporte le Championnat du monde junior en 2023 avec l'équipe de France des moins de 20 ans.

## Biographie

### Jeunesse et formation
Clément Mondinat naît le 29 octobre 2003 et grandit à Marseillan, dans une famille passionnée de rugby à XV. Mondinat commence le rugby à XV en catégorie des moins de six ans avec l'USC Pouyastruc dans la commune du même nom. 
Il rejoint ensuite les rangs du Stado Tarbes PR, puis le centre de formation de la Section paloise à partir de la deuxième année cadets.

### Carrière professionnelle
Clément Mondinat commence sa carrière professionnelle en janvier 2021 lors de la saison 2021-2022 de la Section paloise, à l'âge de dix-huit ans, en Challenge européen sur la pelouse du CA Brive. En mai 2022, il est appelé en stage avec l'équipe de France des moins de 20 ans, il ne dispute néanmoins aucune rencontre en match officiel cette année-là.
Au début de la saison 2022-2023, Mondinat se fait remarquer lors du Supersevens et s'invite dans le groupe professionnel pour les matchs amicaux de l’été. Après le départ d'Antoine Hastoy, Mondinat est considéré, tout comme Thibault Debaes, comme son potentiel successeur. En juin 2023, il est sélectionné pour le Championnat du monde junior 2023 en compagnie de trois autres « sectionnistes » : Théo Attissogbé, Brent Liufau et Hugo Auradou. Après avoir dû se contenter d'un rôle de doublure pour les deux premiers matches de poules, Mondinat est l'auteur d'une performance remarquée lors du troisième match face au pays de Galles, étant élu homme du match. Il est notamment l'auteur d'une prestation jugée parfaite dans le rôle de buteur avec six tentatives réussit sur six. À la fin de la compétition, il est sacré champion du monde avec ses coéquipiers après avoir remporté largement la finale sur le score de 50 à 14 face aux Irlandais où il remplace Hugo Reus en fin de match.
Après son titre de champion du monde junior acquis durant l'été, la saison 2023-2024 est plus difficile pour Clément Mondinat. Opéré du genou après une blessure lors du Supersevens, il manque dix semaines de compétition. Lors de son retour à la compétition avec les espoirs, Mondinat se fracture le pouce en février 2024, entrainant une nouvelle période d'indisponibilité. Cette absence intervient alors que la Section paloise se voit privée de Joe Simmonds sur blessure et a prêté Thibault Debaes au RC Vannes. Le club palois se retrouvant avec seulement Axel Desperes comme demi d'ouverture valide.
Il fait son retour à la compétition en décembre 2024, à l'occasion d'un match de Challenge Cup face aux Newcastle Falcons. Lors de la saison 2024-2025, il est principalement utilisé lors de cette compétition, disputant quatre matchs comme titulaire au poste d'arrière. En championnat, il ne dispute qu'un match en tant que remplaçant face au Stade français en février 2025, inscrivant un essai à cette occasion. Il se blesse à la main lors de ce match, ce qui l'écarte des terrains pour deux mois. Remplaçant sans entrer en jeu face à l'Union Bordeaux Bègles en avril 2025, il se blesse à nouveau par la suite, cette fois à l'autre main, ce qui met un terme à sa saison. Après cette saison une nouvelle fois difficile, un prêt du côté du SU Agen est envisagé, mais tombe finalement à l'eau pour un désaccord contractuel entre les deux clubs.

## Palmarès
- Vainqueur du Championnat du monde junior en 2023 avec l'équipe de France des moins de 20 ans.